# Aretírea
Aretírea (en grec antic: Ἀραιθυρέα) fou una població de l'antiga Grècia del territori de Fliàsia, al Peloponnès. Homer l'esmenta al Catàleg de les naus de la Ilíada.
En època històrica la ciutat ja no existia. Segons Pausànias, anteriorment s'havia anomenat Aràntia (grec antic: Ἀραντία) en honor d'Aras, el seu fundador, i posteriorment hauria canviat el nom per Aretírea, en honor de la filla d'Aras, que portava aquest nom. Segons Estrabó, els seus habitants la van abandonar i van fundar Fliünt, a uns 30 estadis de l'antiga ciutat; és per això que, poèticament, els autors anomenaven Fliünt amb els noms d'Aretírea i Aràntia.